# 安息年

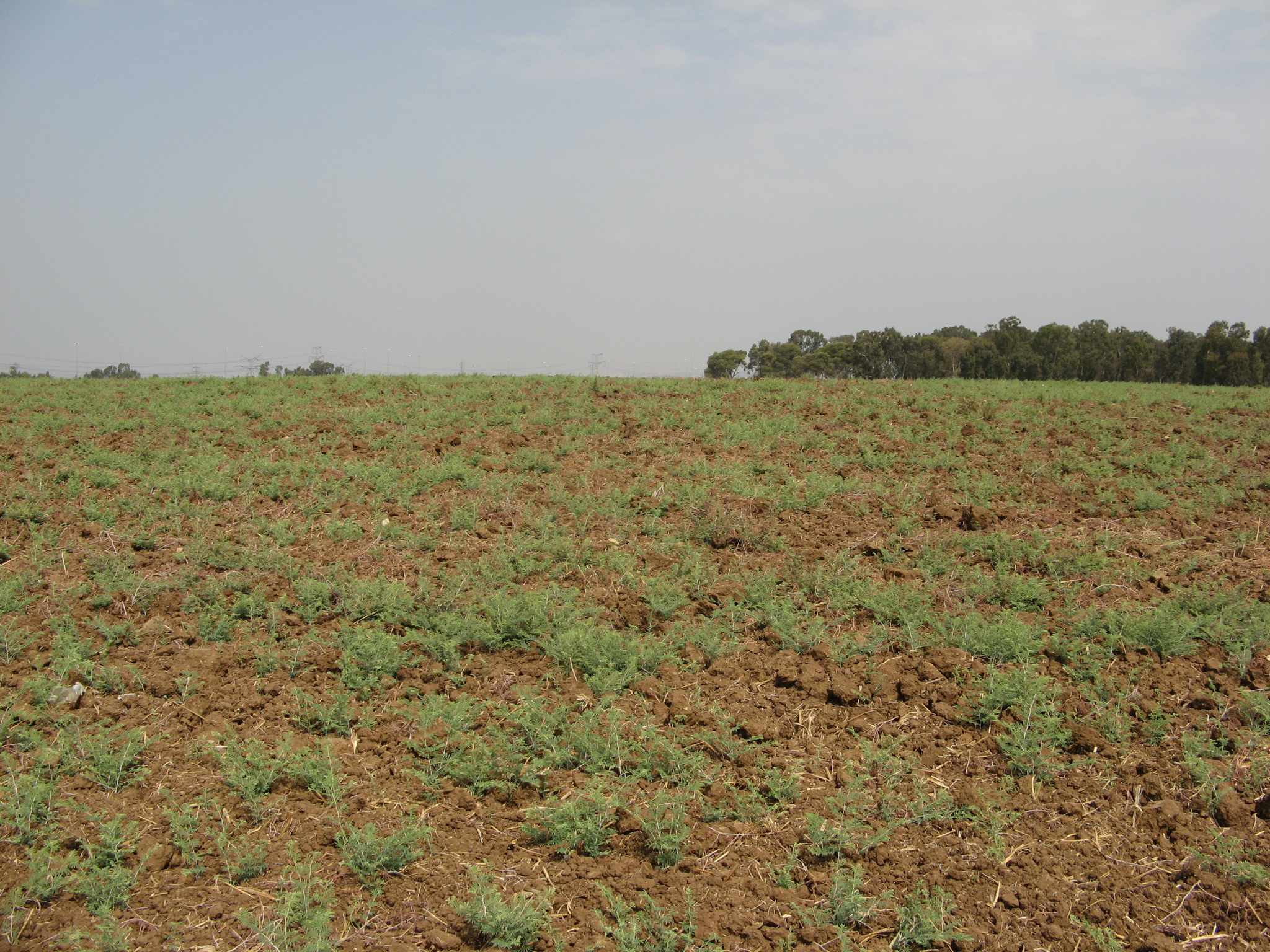
安息年间的耕地

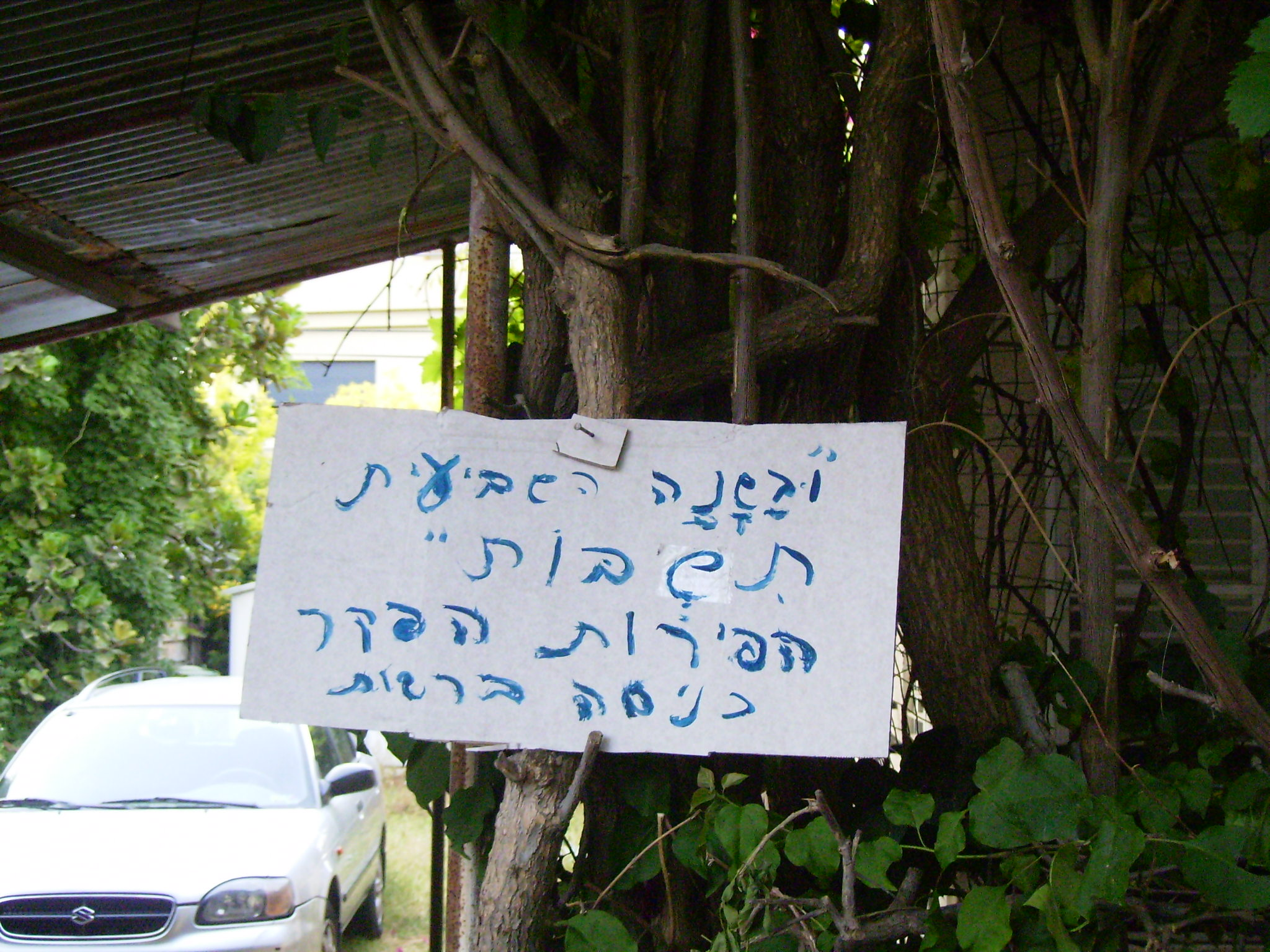
安息年间一个以色列家庭的后院，牌子上写到在安息年间这棵果树所产的果子为无主的

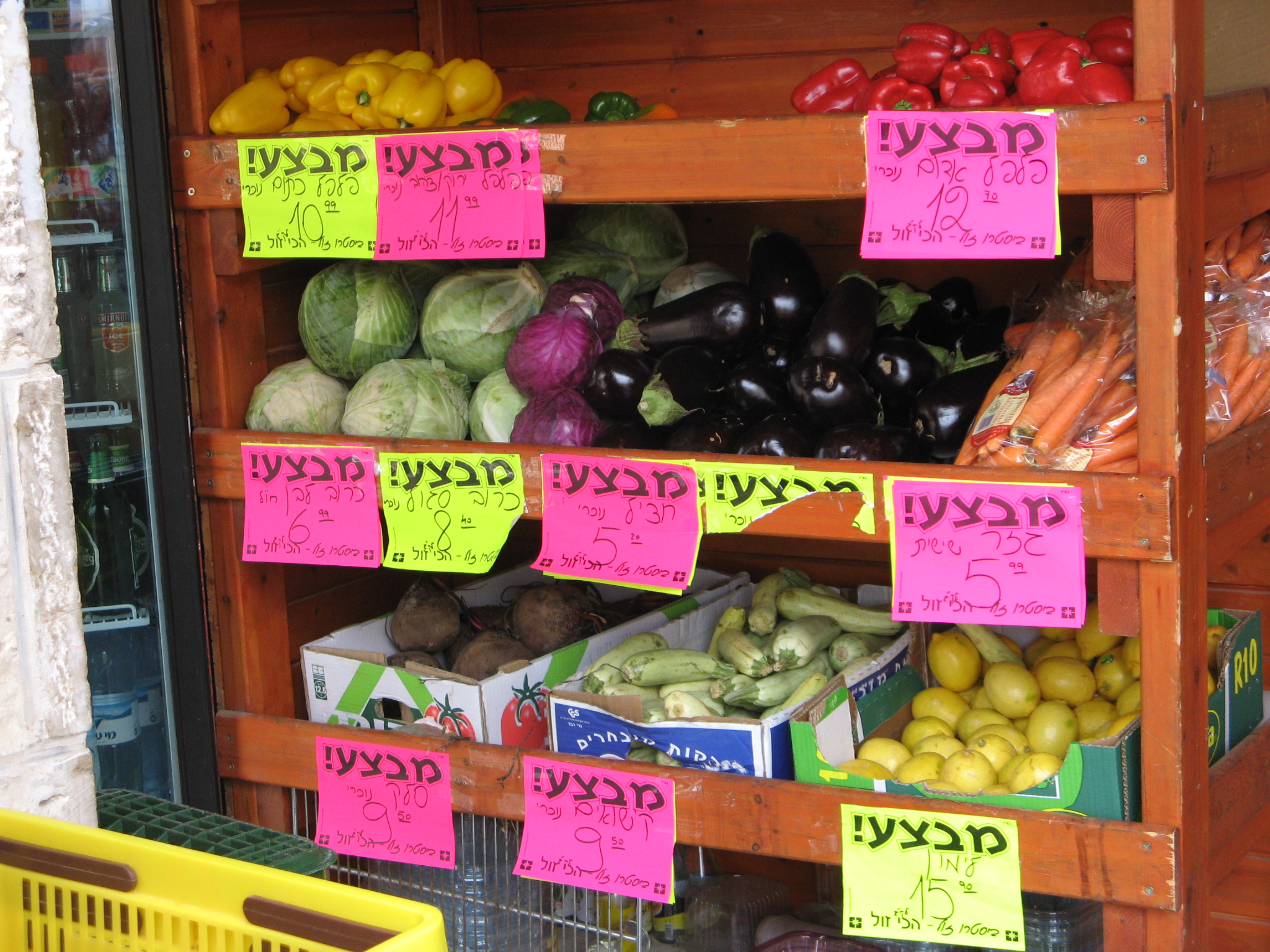
安息年间的商店，标签上分别注有（1）海外进口的蔬菜（2）安息年前采摘的蔬菜（3）外邦人（非犹太人）种植的蔬菜

安息年（希伯來語：‎；拉丁化：‎；意为“豁免”），是7年耕作周期的第7年，由律法书所规定，现代的犹太教仍然遵守这一规定。 
在安息年期间，土地需要休养，所有农业活动—耕作、栽种、修剪和收获—都为律法书所禁止。其他农业技术—诸如浇水、施肥、除草、喷雾和割草—只可以作为预防措施，而不是用以提高果树和作物的产量。此外，所有自己生长的果实被视作无主的（hefker），任何人都可拾取。各种律法也应用于安息年农产品的出售、消费和处理。 
安息年的第二方面是关于债务和借贷。当安息年结束时，个人债务被视作无效和被豁免。
利未记允诺对于遵守安息年者将有丰盛的收获，以此作为对其宗教信仰的测试。

## 圣经记载
《希伯来圣经》中曾经数次提到安息年：
- 出埃及记：“六年你要种地，收藏地的出产，只是第七年要让地歇息，不耕不种，使你民中的穷人有吃的；他们所剩下的，田野的兽可以吃。你的葡萄园和橄榄园，也要照样办理。”（出埃及记23:10-11节）[1]

- 利未记：“上主在西乃山对摩西说，你要对以色列人说，你们进了我所赐你们那地的时候，地就要向上主守安息。六年你要耕种田地，也要修理葡萄园，收藏地的出产。25:4 但在第七年，地要有完全安息的安息，就是向着上主的安息；你不可耕种田地，也不可修理葡萄园。庄稼遗落自长的不可收割，没有修剪的葡萄树也不可摘取葡萄。这一年，地要有完全的安息。地在安息年出产的，要给你和你的仆人、婢女、雇工、并寄居的外人当食物，也要给你的牲畜和你地上的走兽当食物。”（利未记25:1-7节）[2]“你们若说，这第七年我们不耕种，也不收藏出产，吃甚么呢？我必在第六年命令我的福临到你们，地便生三年的出产。 25:22 第八年，你们要耕种，也要吃陈粮；直等到第九年出产收进来的时候，你们还吃陈粮。”（利未记25:20-22）[2]

- 申命记：“每逢七年的末了，你要施行豁免。豁免的方式乃是这样：凡债主要松手把所借给邻舍的豁免了；不可向邻舍或弟兄索讨，因为上主的豁免已经宣告了。向外邦人，你可以索讨；但你弟兄欠你的，无论是甚么，你都要松手豁免。”（申命记15:1-3节）[3] 并且“摩西吩咐他们说，每逢七年的末了，就在豁免年的定期，住棚节的时候，以色列众人来到上主你神所要选择的地方朝见祂；那时，你要在以色列众人面前，将这律法念给他们听。你要招聚百姓，男、女、孩子，并城里寄居的，使他们听，使他们学习敬畏上主你们的神，谨守遵行这律法的一切话，也使他们未曾晓得这律法的儿女，在你们过约但河要得为业之地上，活着的日子，得以听见，并学习敬畏上主你们的神。”（申命记31:10-13)[4]

- 耶利米书：“上主以色列的神如此说，我将你们的列祖从埃及地为奴之家领出来的时候，与他们立约，说，你的一个希伯来弟兄，若卖给你服事你六年，到第七年，你们各人就要打发他去；你要打发他自由离开你；只是你们列祖不听从我，也不侧耳而听。”（耶利米书34:13-14）[5]

- 尼希米记：“这地的民若在安息日，或甚么圣日，带了货物或粮食来卖给我们，我们必不买。每逢第七年，我们必不耕种，并且豁免一切债务。”（尼希米记10:31）[6]

- 历代志：“凡脱离刀剑的，迦勒底王都迁徙到巴比伦去，作他和他子孙的奴仆，直到波斯国掌权。这就应验上主藉耶利米口所说的话，直到地享了安息：地在荒凉的一切日子便守安息，直满了七十年。 ”（历代志下36:20-21节）[7]

## 时间
现代以色列国的第一个安息年是公元1951年（希伯来历5712年），随后的安息年是1958年(5719)、1965年(5726)、1972年(5733)、1979年(5740)、1986年(5747)、1993年(5754)、2000年(5761)、2007年(5768)、2014(5775)。最近一次安息年开始于公元2021年9月的犹太新年，相当于希伯来历5782年。 
土地在第50年也是土地的安息日，称为“禧年”。但是禧年现在已经不再遵守，因为不知道确切的日期。

### 引用
1. ↑  .   [2008-09-06]. （原始内容存档于2005-04-04）.
2. 1 2  .   [2008-09-06]. （原始内容存档于2015-09-05）.
3. ↑  .   [2008-09-06]. （原始内容存档于2014-08-22）.
4. ↑  .   [2008-09-06]. （原始内容存档于2014-08-22）.
5. ↑  .   [2008-09-06]. （原始内容存档于2019-01-18）.
6. ↑  .   [2008-09-06]. （原始内容存档于2019-01-18）.
7. ↑  .   [2008-09-06]. （原始内容存档于2020-08-07）.